# Theo Oeverhaus
Theo Oeverhaus (18 december 2004) is een Duits autocoureur.

## Carrière
Oeverhaus maakte zijn autosportdebuut in het karting op twaalfjarige leeftijd. Hij nam voornamelijk deel aan Duitse kampioenschappen, waaronder de ADAC Kart Cup en ADAC Kart Bundesendlauf in 2019. Hij eindigde in deze kampioenschappen respectievelijk als negende en vierde in de OK Junior-klasse.
Op vijftienjarige leeftijd reed Oeverhaus voor het eerst in een autorace in de BMW 318ti Cup. In 2021 debuterde hij in de Duitse BMW M2 Cup, waarin hij met 17 punten negentiende werd in de eindstand. Tevens kwam hij dat seizoen uit in de DTM Trophy, waarin hij voor het team Walkenhorst Motorsport in een BMW M4 GT4 reed. Hij behaalde zijn eerste podiumplaats op de Red Bull Ring, voordat hij op de Hockenheimring Baden-Württemberg zijn eerste zege behaalde. In datzelfde weekend stond hij nog een keer op het podium. Met 119 punten werd hij zesde in het kampioenschap.
In 2022 bleef Oeverhaus actief in de DTM Trophy bij Walkenhorst. Hij won zijn tweede race op de Norisring. Voor hetzelfde team debuteerde hij dat jaar ook in de Bronze Cup van de 24 uur van Spa-Francorchamps, waar hij de auto deelde met Jörg Breuer, Henry Walkenhorst en Don Yount. De inschrijving eindigde als tweede in hun klasse. Dat jaar kwam Oeverhaus ook uit in de ADAC GT4 Germany, waarin hij voor CV Performance Group een Mercedes-AMG GT4 deelde met Julian Hanses. Het duo behaalde twee podiumplaatsen op het Circuit Zandvoort. Verder debuteerde hij dat jaar in de DTM tijdens het weekend op de Nürburgring als gastcoureur voor Walkenhorst. Hij werd hiermee de jongste coureur die ooit in deze klasse uitkwam. Hij eindigde in beide races als negentiende.